# Et alii
Et alii, abreviada generalmente como et al., es una locución latina que significa literalmente ‘y otros’. Se usa generalmente en repertorios bibliográficos cuando hay más autores además del o los citados en una referencia, de tal manera que se evita tener que nombrarlos a todos. Su valor es semejante al de «etcétera», pero referido a personas. Se coloca tipográficamente en cursivas (o subrayada en los manuscritos), como corresponde a los vocablos de otros idiomas. En términos legales significa que los que firman no son los únicos responsables de lo firmado.
La abreviatura no se suele usar en la lista bibliográfica final, donde se espera que aparezcan de manera detallada los datos de las obras consultadas, incluido el repertorio completo de autores. 
Ejemplo de uso:

Primer autor, segundo autor, tercer autor, cuarto autor, etcétera, Título de la obra, etcétera.

Se escribiría:

Primer autor et al., Título de la obra, etcétera.

Hasta la edición de la Ortografía de la Real Academia Española y la Asociación de Academias de la Lengua Española de 2010, et alii podía escribirse en letra redonda y con tilde, et álii, pero desde esta edición las locuciones latinas reciben el mismo tratamiento que las palabras extranjeras de cualquier otro idioma, y han de escribirse en cursiva o entre comillas, y sin tildes, pues estas no se usan en latín.